# Unteraargletsjer
De Unteraargletsjer (Duits: Unteraargletscher) is een gletsjer in Zwitserland.

## Ligging
De Unteraargletsjer is de grootste van de twee bovenlopen van de Aare in het Berner Oberland. De gletsjer wordt gevoed door de Finsteraargletsjer en de Lauteraargletsjer, en behoort tot een groep gletsjers aangeduid als de Aargletsjer. De gletsjer stroomt ongeveer 6 km in oostelijke richting naar beneden naar de Grimselsee in het bovenste Haslital.

## Evolutie
De huidige Unteraargletsjer en nog meer de noordelijke zijgletsjer, de Lauteraargletsjer, was een van de bezienswaardigheden van Zwitserland in de barok en sinds 1827 het eerste onderzoeksobject van het nieuw opkomende gletsjeronderzoek of glaciologie. Franz Joseph Hugi en vanaf 1840 Louis Agassiz werkten hier.
De samenvloeiing van Lauteraar- en Finsteraargletsjer leverde een middenmorene op in de Unteraargletsjer waar Agassiz als onderzoeksstation het Hôtel des Neuchâtelois liet bouwen.  Nadat dit gletsjersjalon vervallen raakte, werd boven de gletsjer langs de gletsjerrand aan de voet van de Rothornes op een hoogte van 2.392 meter in 1844 het Pavillon Dollfus gebouwd, wat in 1894 werd gerenoveerd en in 1931 nieuw herbouwd tot de huidige Lauteraar-Hütte.
In de 19e eeuw lag de helling van de Unteraargletsjer 560 m lager, tegenwoordig ongeveer 400 m lager dan die van de Oberaargletsjer.

## Werelderfgoed
De Unteraargletsjer, en het hele Aargletsjercomplex, is in juni 2007 opgenomen op de UNESCO werelderfgoedlijst als natuurerfgoed onderdeel van de dat jaar in gebied substantieel uitgebreide inschrijving Zwitserse Alpen Jungfrau-Aletsch erkend tijdens de 31e sessie van de UNESCO Commissie voor het Werelderfgoed in Christchurch. De site wordt erkend als toonbeeld van de vorming van de Hoge Alpen, met de meeste gletsjers en de grootste gletsjer in Eurazië. Het Alpengebied beschikt over een grote diversiteit aan ecosystemen, met inbegrip van successiestadia (voornamelijk door de terugtrekking van gletsjers als gevolg van de klimaatverandering). De plek is van universele waarde, vanwege zowel haar schoonheid als de schat aan informatie over de vorming van bergen en gletsjers, maar ook vanwege klimaatveranderingen en ecologische en biologische processen.
Albignagletsjer · Aletschgletsjer · Allalingletsjer · Corbassièregletsjer · Feegletsjer · Ferpèclegletsjer · Fieschergletsjer · Findelgletsjer · Gauligletsjer · Gornergletsjer · Hoge Grindelwaldgletsjer · Hüfigletsjer · Kanderfirn · Lage Grindelwaldgletsjer · Langgletsjer · Limmernfirn · Mont-Miné-Gletsjer · Morteratschgletsjer · Oberaletschgletsjer · Otemmagletsjer · Paradiesgletsjer · Plaine Morte-gletsjer · Rhônegletsjer · Saleinagletsjer · Triftgletsjer · Unteraargletsjer · Zinalgletsjer · Zmuttgletsjer